# Hispasat
Hispasat — испанский оператор спутниковой связи, владеющий группировкой телекоммуникационных спутников на геостационарной орбите, зона покрытия которых включает Западную Европу, Северную Африку, Южную и часть Северной Америки. Компания Hispasat предоставляет со своих спутников услуги вещания, передачи данных и видео для бизнеса и государственных структур, а также широкополосного доступа в Интернет, в том числе по технологии HTS.  Hipasat по суммарному объёму спутникового ресурса занимает, согласно отчёту компании Euroconsult, 7-е место в мире из 49-ти среди операторов фиксированной спутниковой связи и входит в десятку крупнейших по обороту мировых игроков на этом рынке. 
Компания Hispasat была основана в 1989 году, как испанский государственный оператор спутниковой связи. В 1996 году компания была приватизирована, при этом доля государственного капитала в ней значительно уменьшилась. Первый спутник компании, Hispasat 1A, построенный на платформе Eurostar 2000, был запущен в 1992 году в орбитальную позицию 30° з.д. для обслуживания Западной Европы. В 2004 году был запущен спутник Amazonas 1, с которого началось предоставление компанией услуг на латиноамериканских рынках. На начало 2023 года группировка спутников Hispasat насчитывала 9 аппаратов. Кроме того компании Hispasat частично, через аффилированную компанию Hisdesat, принадлежат два спутника, через которые оказываются услуги связи правительству Испании - XTAR-EUR и Spainsat. Компания владеет сетью расположенных в Испании, на Канарских островах, в Аргентине, Бразилии и Мексике телепортов, через которые осуществляется управление спутниками и предоставляются коммерческие услуги спутниковой связи и вещания.
В феврале 2023 года в орбитальную позицию 61° з.д., где уже работают принадлежащие Hipasat спутники Amazonas 2, 3 и 5,  был запущен спутник высокой пропускной способности Amazonas Nexus, созданный на платформе Spacebus Neo, несущий транспондеры диапазонов Ku и Ka и построенный по технологии, позволяющий динамически перенастраивать зоны покрытия в соответствии с потребностями рынка. Услуги с Amazonas Nexus будут предоставляться на всём американском континенте, в Гренландии, а также для судов и самолётов в северной и южной Атлантике.